# Ким Юнок
Ким Юн Ок (кор. 김윤옥; 26 марта 1947, Чинджу, провинция Кёнсан-Намдо, Южная Корея) — первая леди Республики Корея (25 февраля 2008 — 25 февраля 2013).
В 1970 году со степенью бакалавра гуманитарного образования и менеджмента окончила Женский университет Ихва.
19 декабря 1971 года вышла замуж за члена совета строительной компании Ли Мён Бака, ставшего в 2008 году Президентом Южной Кореи.
Существует слух о том, что Ли Мён Бак сделал предложение своей невесте на кладбище, где похоронена его мать. На самом деле это произошло иначе. Они вдвоем приехали к кладбищу. Он оставил невесту за оградой, а сам пошёл к могиле матери и сказал вслух, что собирается жениться. Невесте же было боязно стоять одной за оградой кладбища, поэтому она пошла вслед за Ли, и в итоге услышала его слова, произнесенные для покойной матери. В будущем жена ему родила сына и трёх дочерей.
В 1995 году Ким Юн Ок завершила 1-ю Программу повышения квалификации женщин в своей альма-матер. В 1996 году завершила 7-ю программу женского высшего менеджмента в Университете Ёнсе. В 2001 году — программу лидерства Женской академии при женском университете Сукмён.
В 2011 году стала президентом Ассоциации выпускников женской программы высшего менеджмента в Университете Ёнсе.
Семья Ким Юн Ок управляет строительной компанией в Тэгу.